# 吉岡専造
吉岡 専造（よしおか せんぞう 、1916年12月15日 - 2005年5月2日）は、日本のカメラマン。大束元、船山克とともに朝日新聞出版局写真部の三羽烏といわれ、戦後ジャーナリズム写真の代表的な写真家のひとりである。「写真嫌い」の異名を持っていた、元内閣総理大臣吉田茂の写真を度々撮影していた。

## 概要・略歴
- 1939年 - 東京高等工芸学校（現・千葉大学工学部）印刷科写真部選科修了
- 1939年 - 朝日新聞東京本社入社。編集局写真部勤務
- 1940年 - 中国大陸で戦線取材
- 1942年- 海軍報道班員
- 1944年 - 陸軍報道班員
- 1947年 - 出版局出版写真部へ異動
- 1959年 - 出版写真部部長
- 1971年 - 定年退職。フリーランスとなる。
- 1972年 - 宮内庁の委嘱で昭和天皇の御影を撮影[3]。
  - 吉田茂との交友は、昭和25年から始まっている。吉岡がは取材で吉田邸を訪れ際に、吉田から「辛抱づよくチャンスを狙ってよい写真を撮る吉岡君の人柄に魅せられ」たと語った事をきっかけとして2人の関係が始まる[2]。

## 受賞
- 毎日写真賞特別賞（1957年）
- 日本写真協会功労賞（2003年）

## 写真集
- 『人間零歳』（二見書房、1960年）
- 『吹上の自然』（朝日新聞社、1980年）
- 『写真集 吉田茂』（吉田茂国際基金、2004年）